# Migadopíneos
Migadopíneos (Migadopinae) é uma subfamília de coleópteros da família Carabidae.

## Tribos
- Tribo Amarotypini Erwin, 1985
- Tribo Migadopini Chaudoir, 1861